# Trabluslu Ali Pascha

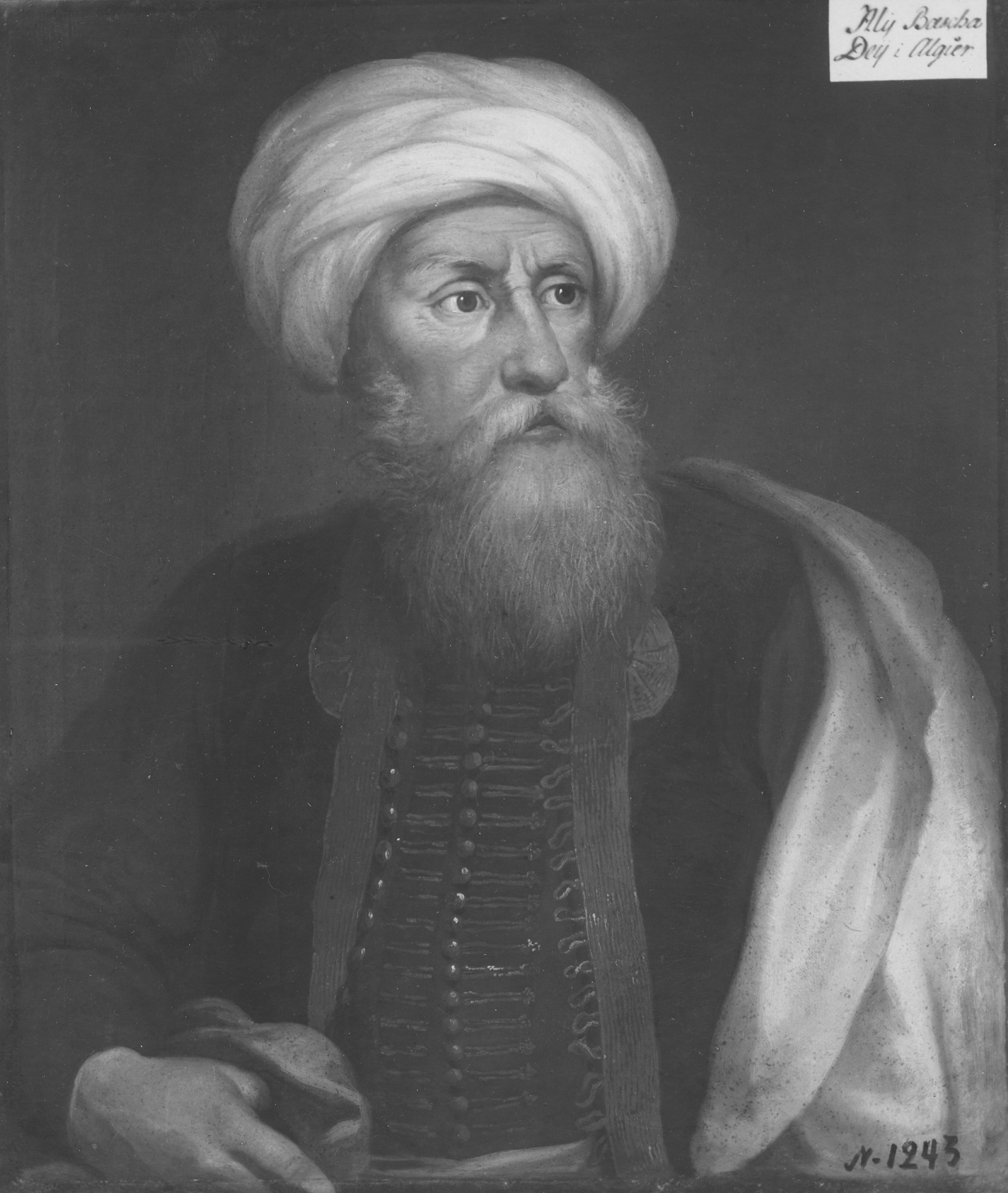
Porträt von Trabluslu Ali Pascha

Trabluslu Ali Pasha (dt. Ali Pascha der Tripolitaner), auch Cezayirli Ali Pascha (dt. Ali Pascha der Algerier) oder Seydi Ali Pascha, (* 18. Jahrhundert in Tripolis; † Februar 1804) war ein osmanischer Gouverneur mit georgischen Wurzeln. Er war von 1803/04 Gouverneur des Eyâlet Ägypten.

## Leben

### Herkunft, Jugend, Eroberung von Tripolis
Ali Pascha wurde in Georgien geboren und mit seinem Bruder im Rahmen der Knabenlese nach Istanbul verschleppt. Zeitgenössische Berichte beschrieben ihn als „hellhäutig“ mit einem „riesigen blonden Bart“. Er sprach türkisch als seine Muttersprache und nur sehr wenig Arabisch. Ali Pascha war Sklave im Besitz des Gouverneurs des osmanischen Algeriens (türkisch Cezayir), Mehmed Pascha, stieg aber schließlich auf einen Posten in der Provinzregierung auf.
Nachdem er ein Schiff besorgt hatte, segelte Ali Pascha in seine Heimatstadt Tripolis und rang der lang regierenden Qaramanli-Dynastie für das Osmanische Reich kurzzeitig die Kontrolle über die Provinz Tripolitanien ab. Berichten zufolge halfen ihm die Einwohner der Provinz, die Kontrolle über Tripolitanien zu erlangen, als sie erkannten, dass er der legitime osmanische Gouverneur war. Die Männer von Ali Pascha plünderten jedoch Tripolis und verärgerten so die Bevölkerung, die schließlich die Qaramanlıs als Herrscher wieder einsetzte und Ali Pascha verdrängte.

### Aufenthalt in Ägypten
Ali Pascha ging nach Ägypten. Dort freundete er sich eng mit dem Mamluken-Emir Murad Bey an, der jahrzehntelang de facto die Macht über Ägypten innehatte. Ali Pascha ging dann auf die Pilgerreise nach Mekka. Dort wurde angeblich entdeckt, dass er mit einem Jungen, den er aus Tripolis entführt hatte, Geschlechtsverkehr hatte, woraufhin ihn Pilger angriffen, den Bart abschnitten und ihn fast töteten.
Nach der Haddsch kehrte Ali Pascha nach Ägypten zurück und blieb mehrere Jahre als Gast von Murad Bey, bis 1798 die Franzosen in Ägypten und Syrien eintrafen. Er kämpfte mit den Mamluken gegen die Franzosen und floh mit ihnen während der französischen Herrschaft nach Südägypten. Anschließend kehrte er nach Istanbul zurück. Nachdem Ali Pascha 1803 von dem Sturz des Gouverneurs Koca Hüsrev Mehmed Pascha erfahren hatte, bat er darum, zum Gouverneur Ägyptens ernannt zu werden. So wurde er im Juni 1803 zum Wesir und zum osmanischen Wālī von Ägypten ernannt.

### Gouverneur in Ägypten
Zu der Zeit, als Ali Pascha 1803 zum Gouverneur ernannt wurde, war Ägypten unter die Herrschaft und den Einfluss osmanisch-albanischer Truppen geraten, die ursprünglich 1801 vom osmanischen Sultan entsandt worden waren, um gegen die französischen Besatzer zu kämpfen. Obwohl die Franzosen mit erheblicher Hilfe der Briten erfolgreich verdrängt wurden, entschieden sich die albanischen Truppen, angeführt von Muhammad Ali (der später die Kontrolle über Ägypten übernehmen sollte), in Ägypten zu bleiben. Die Albaner spielten die beiden kriegsführenden Fraktionen in Ägypten (die Osmanen und die Mamluken) gegeneinander aus und erlangten schließlich die Macht.
Der osmanische Sultan Selim III. wies Ali Pascha an, die Albaner und Mamluken zu verdrängen und die osmanische Kontrolle über die Provinz zurückzugewinnen. Als Ali Pascha im Juli 1803 in Ägypten ankam, stellte er fest, dass der Mamluken-Emir Ibrahim Bey ihn als Kaymakam (amtierender Gouverneur) vertrat, doch die wahre Macht bei Muhammad Ali lag. Ibrahim Bey hatte viele Jahre mit Murad Pascha zusammen Ägypten regiert. Als Ali Pascha in Ägypten eintraf, verweigerte Muhammad Ali Pascha die Anerkennung von Ali Paschas Gouvernat. So musste Ali Pascha in Alexandria den Norden regieren, während Ibrahim Bey von Kairo aus den Süden regierte.
Muhammad Ali und der mit ihm verbündete Mamluken-Emir Al-Bardisi bezogen Rosetta, das Ali Paschas Bruder, al-Sayyid Ali (türkisch Seyit Ali) hielt. Die Stadt und ihr Kommandant waren von Al-Bardisi erobert worden. Als Al-Bardisi dann gegen Alexandria ziehen wollte, forderten seine Truppen jedoch eine Soldnachzahlung, die er nicht leisten konnte. Während dieser zeitlichen Verzögerung ließ Ali Pascha die Deiche zwischen dem See von Abukir und dem Mareotis-See zerstören und schuf so einen Wassergraben um Alexandria. Al-Bardisi und Muhammad Ali konnten so keine militärischen Operationen gegen Alexandria durchführen und kehrten nach Kairo zurück.
Die Probleme Ägyptens wurden durch eine unzureichende Nilflut verschärft, was zu einer großen Lebensmittelknappheit führte, die durch die hohen Steuern verschärft wurde, auf die die Mamluken-Anführer zurückgreifen mussten, um ihre Truppen zu bezahlen. In der Hauptstadt kam es zu Unruhen und Gewalt, wobei die Başı Bozuk (Freischärler der osmanischen Armee) kaum oder gar nicht kontrolliert werden konnten.
In der Zwischenzeit hatte Ali Pascha schriftliche Anweisungen vom osmanischen Sultan erhalten, die er, in dem Bestreben, Zwietracht und Misstrauen zwischen Muhammad Ali Pascha und seinen Mamluk-Verbündeten zu säen, nach Kairo sandte und dort in Umlauf bringen ließ. Der osmanische Sultan kündigte darin an, dass die Mamluken-Beys mit jährlichen Renten und anderen Privilegien friedlich in Ägypten leben könnten, vorausgesetzt, die Macht kehrte in die Hände des osmanischen Gouverneurs zurück. Viele der Beys stimmten dem zu. Die Mamluken waren ihren albanischen Verbündeten gegenüber ohnehin bereits misstrauisch geworden, nachdem sie zuvor Briefe von Ali Pascha an die Albaner abgefangen hatten, in denen er auch ihnen ein Bündnis anbot.
Ali Pascha rückte mit 3000 Männern in Richtung Kairo vor, um seine Übernahme der Kontrolle zu besprechen. Die Streitkräfte der Mamluken, die noch mit Muhammad Ali Pascha und ihren albanischen Verbündeten zusammen kämpften, rückten vor, um Ali Pascha in Shalakan zu treffen, und zwangen den osmanischen Gouverneur so, sich nach Zufayta zurückzuziehen.
Zu diesem Zeitpunkt gelang es den Albanern, die Transportboote von Ali Pascha zu beschlagnahmen und Soldaten, Munition und Gepäck zu erbeuten. Als Ali Pascha feststellte, dass sein Vormarsch blockiert war und auch der Rückzug nach Alexandria unmöglich war, weil er vom Feind umgeben war, versuchte er zu kämpfen, doch seine Männer weigerten sich. Er verließ daraufhin seine Armee und ging in das Lager der Mamluken. Seine Armee durfte sich schließlich in das osmanische Syrien zurückziehen.

### Tod
Ali Pascha wurde von den Mamluken festgehalten. Eines Nachts entdeckten die Bewacher einen Reiter, der in vollen Galopp Ali Paschas Zelt verließ und einen Brief bei sich trug. Dies gab den Mamluken einen willkommenen Vorwand, sich seiner zu entledigen. Ali Pascha wurde im Februar 1804 unter Begleitung und Bewachung von 45 Soldaten in Richtung der syrischen Grenze geschickt. Ungefähr eine Woche später, am 2. Februar, erreichte Kairo die Nachricht, dass er während eines Gefechts mit einigen seiner eigenen Soldaten gestorben war.